# Abaj Kunanbajev
Abaj Ibrahim Kunanbajev (10. kolovoza 1845. – 5. srpnja 1904.), kazaški pjesnik-prosvjetitelj, utemeljitelj moderne kazaške literature i književnog jezika. Iako sin glavara jednog kazaškog nomadskog plemena, ustao je protiv nacionalne razdrobljenosti, eksploatacije i zaostalosti kazaškog naroda. Pod utjecajem ruske progresivne poezije Abaj Kunanbajev je shvaćao ulogu pjesnika kao borca za narodne interese. Njegove pjesme, raznolike tematikom, živo slikaju nomadski život s kraja 19. st. Abaj Kunanbajev bio je poznat i kao skladatelj-melodist, a njegov život je tema nekih kasnijih kazaških romana, poema, opera i filmova.